# Pla Pidal
El pla Pidal va ser una reforma del sistema educatiu espanyol acordada el 17 de setembre de 1845, que va introduir canvis a l'educació pública espanyola, en estructurar una sèrie d'òrgans centrals de l'administració educativa, que en milloraran notablement l'eficàcia. Es crea així un nou Ministeri el 1847, el Ministeri de Comerç, Instrucció i Obres públiques.
L'artífex de la reforma fou Pedro José Pidal, ministre de la Governació i responsable de l'ensenyament, amb la col·laboració d'altres personalitats com Antonio Gil de Zárate.
Aquesta etapa s'inclina decididament per l'ensenyament com a dret estatal,
| « | L'ensenyament de la joventut no és una mercaderia que es puga deixar entregada a la cobdícia dels especuladors, ni s'ha d'equiparar a les altres indústries en què domine només l'interès privat. | » |

 i fa costat l'ensenyament secundari que és el «propi especialment de les classes mitjanes». L'ensenyament superior es considera destinat «als que volen exercir útils professions o aspiren per diferents maneres a brillar a l'Estat». Els alumnes podien estudiar en establiments públics o privats encara que la creació d'aquests darrers se sotmetia a molts condicionaments i garanties. Aquest pla d'estudis establia que els llibres de text serien triats pels catedràtics, fet que generà polèmica entre la necessitat de control estatal d'això i el concepte de «llibertat de càtedra».

## L'ensenyament de llengües
El Pla d'Estudis de 1845 especifica l'obligatorietat del castellà a tota l'activitat docent, i degrada el llatí com a llengua de transmissió cultural oral, fet que tindrà conseqüències metodològiques importants en l'ensenyament del llatí, així com, de retruc, de les llengües vives. Ara bé, el llatí continua tenint un pes fonamental a l'ensenyament; d'altra banda estableix l'estudi del francés dins del quadre regular d'assignatures i s'estableix la possibilitat d'estudiar altres llengües modernes com l'alemany o l'anglès.